# Delesseria sanguinea
Espèce
Delesseria sanguinea est une espèce d'algues rouges de la famille des Delesseriaceae.

## Description morphologique
Cette algue rouge de petite taille (généralement moins de 30 cm) présente des frondes d'un beau rouge, portées par un stipe brun-rouge. Chaque fronde comporte une côte médiane d'où partent des côtes latérales obliques ressemblant à des nervures. En été, les frondes ont tendance à s'user, et les organes reproducteurs se forment sur la côte médiane résiduelle. 
On peut confondre Delesseria sanguinea avec Phycodrys rubens, qui est une espèce ressemblante.

## Répartition et habitat
Cette algue vit accrochée à des rochers ou à des algues brunes dans la partie supérieure de l'étage infralittoral.
En Europe, on la trouve dans l'Atlantique, la Manche, la mer du Nord et plus rarement en mer Baltique, où ses frondes sont plus élancées.